# Kef Ouest
La delegació o mutamadiyya de Kef Oest (àrab: معتمدية الكاف الغربية, muʿtamadiyyat al-Kāf al-Ḡarbiyya) és una delegació o mutamadiyya de Tunísia a la governació del Kef, amb capçalera a la ciutat del Kef i formada per la part occidental de la ciutat i els pobles i nuclis dispersos situats a l'oest de la ciutat. El riu Oued Mellègue marca el seu límit occidental (amb l'embassament de Mallègue) i sud. Té una població de 23.360 habitants (cens del 2004).

## Administració
És el centre de la delegació o mutamadiyya homònima, amb codi geogràfic 23 51 (ISO 3166-2:TN-12), dividida en tres sectors o imades:
- Oued Remel Nord (23 51 51)
- Oued Remel Sud (23 51 52)
- Haouareth Sud (23 51 53)

Al mateix temps, forma part de la municipalitat o baladiyya del Kef (codi geogràfic 23 11).